# Alois Estermann
Alois Estermann (29 de octubre de 1954 - 4 de mayo de 1998) fue un oficial principal de la Guardia Suiza Pontificia. Él y su esposa fueron asesinados en su apartamento en la Ciudad del Vaticano.
Estermann era originario de Gunzwil, en el Cantón de Lucerna. En 1998 fue nombrado comandante de la Guardia Suiza Pontificia.
Según declaraciones oficiales de la Santa Sede, Estermann y su esposa venezolana, Gladys Meza Romero, fueron asesinados en 1998 por un joven guardia suizo, Cédric Tornay, que después se habría suicidado.
Estermann, excomandante sustituto de la Guardia Suiza, había sido confirmado en su cargo ese mismo día. Tornay anteriormente había sido reprendido por faltas a la disciplina, y había sido pasado por alto para una medalla habitualmente concedida a los guardias después de tres años de servicio.
El papa Juan Pablo II en persona celebró la misa en el funeral de Estermann.

## Teorías de conspiración sobre su muerte

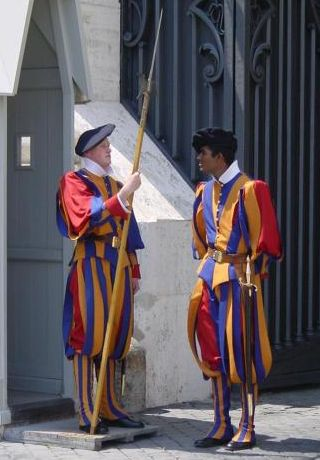
Guardia Suizo en su tradicional uniforme

El homicidio ha dado lugar a teorías sobre las razones de su asesinato.
- Según el libro L'Agent secret du Vatican (2004), del periodista Victor Guitard, Markus Wolf, ex número 2 de la Alemania Oriental de la policía secreta Stasi, declaró que Estermann había sido un agente de la Stasi desde 1979.[1][2]
- De acuerdo con un artículo editado por Fabio Croce, los tres fueron asesinados por un asesino del Vaticano,[3] debido al profundo conocimiento de Estermann de los tráficos del pequeño estado. Según el libro "Poteri forti" de Ferruccio Pinotti, Estermann en 1981 viajó varias veces a Polonia para coordinar la llegada de material desconocido desde Escandinavia para apoyar la organización anticomunista polaca Solidaridad.[1]
- El texto Bugie di sangue in Vaticano (1999), escrito supuestamente por "un grupo de eclesiásticos del Vaticano", apoya la hipótesis de que Estermann era la guardia personal del Papa, y que fue asesinado en el transcurso de una supuesta lucha entre el Opus Dei y fracciones masónicas dentro de la jerarquía del Vaticano, ambos tratando de anexarse la Guardia Suiza.[4]
- El periodista británico, John Follain, realizó extensas entrevistas con testigos clave de los asesinatos como base para su libro, City of Secrets: The Truth behind the murders at the Vatican (Ciudad de Secretos: La verdad detrás de los asesinatos en el Vaticano) (2006). Follain desestima especulaciones de que Estermann, su mujer, y Tornay fueron asesinados por terceros o que Estermann haya sido un espía del gobierno de la antigua Alemania del Este. La investigación de Follain indicó que Cédric Tornay, efectivamente, mató a su comandante, y a la esposa de su jefe antes de dispararse a sí mismo. Tornay encontró arcaico el funcionamiento de la Guardia Suiza y estaba resentido por la dominación del contingente alemán suizo mayoritario. Tornay se habría vuelto hacia Alois Estermann por afecto, pasaron por una breve relación homosexual. Su relación se habría deteriorado en acrimonia al enterarse Tornay de que Estermann lo había traicionado con otro guardia. Los estrechos vínculos de Estermann con el Opus Dei, y su negativa final a adjudicar la Medalla de Servicio Benemérito por 3 años de servicio habría llevado a Tornay a una mayor frustración y a la decisión final de matar a Estermann.[5]
- En noviembre de 2011, el abogado de la madre de Tornay escribió una carta abierta al papa Benedicto XVI para reiterar la solicitud de documentos relacionados con el caso, poniendo en duda la versión oficial.[6]